# 哈尔滨关道衙门旧址
哈尔滨关道衙门旧址俗称道台府，是黑龙江省哈尔滨市的一座历史建筑，位于道外区北十八道街。

## 历史
滨江关道衙门建于1906-1907年，办理吉林、黑龙江两省铁路交涉、稽征关税，位于傅家店四家子（今道外北十八道街一带），前后三进院落，有东西跨院。1909年改称为吉林省西北路兵备道。1914年改为滨江道。1929年2月，撤销滨江道，所辖8县由省直辖。2005年1月31日，成为黑龙江省文物保护单位。当时仍保存大堂、上房、厢房、书房和衙神庙等，并加以修复，作为哈尔滨开埠的见证。